# Tellervo boeroeensis
Tellervo boeroeensis är en fjärilsart som beskrevs av Jurriaanse och Volbeda 1922. Tellervo boeroeensis ingår i släktet Tellervo och familjen praktfjärilar. Inga underarter finns listade i Catalogue of Life.